# 田口信教
田口信教（日语：／ Taguchi Nobutaka，1951年6月18日—），日本男子游泳运动员。他在1972年夏季奥林匹克运动会中，参加了男子100米蛙泳比赛并获得金牌。他也参加了1970年和1974年亚洲运动会。